# Marianne Fritzen
Marianne Fritzen (* 7. April 1924 in Saarbrücken; † 6. März 2016 in Kolborn) war eine deutsche Atomkraftgegnerin.

## Leben
Ihre Mutter war Elsässerin, ihr Vater Saarländer. Sie wuchs im Elsass auf, besuchte ab 1938 in Hagenau das Gymnasium und machte 1941 in Paris ihr Abitur. Aufgrund ihrer doppelten Staatsbürgerschaft wurde ihr ein Studium in Frankreich verwehrt. Nach dem Ende des Zweiten Weltkriegs zog sie nach Berlin, schloss ihre erste Ehe und bekam zwei Söhne. 1952 heiratete sie in Berlin den Sinologen und Musikwissenschaftler Joachim Fritzen; sie bekam drei weitere Kinder. 1957 zog die Familie ins Wendland und ließ sich in der Nähe von Lüchow nieder. 1966 folgte sie mit den drei jüngeren Kindern ihrem Mann nach Taipeh (Taiwan), der dort eine zweijährige Gastprofessur erhalten hatte. In dieser Zeit betätigte sie sich an der Universität Taipeh als Französischlehrerin. Ihr Sohn Emmanuel war von 2007 bis 2017 Leiter der Deutschen Schule Taipeh.
Als in den 1970er Jahren Pläne für den Bau eines Kernkraftwerkes in Langendorf an der Elbe bekannt wurden, engagierte sie sich zum ersten Mal gegen Kernenergie und beteiligte sich 1973 an der Gründung der Bürgerinitiative Umweltschutz Lüchow-Dannenberg. Bis 1982 führte sie die Initiative als Vorsitzende. Ende der 1970er Jahre gehörte sie zu den Begründern der Grünen Liste Umweltschutz in Niedersachsen, einer Vorläuferorganisation der späteren Partei Die Grünen.
Für die Grünen engagierte sie sich parallel zu ihrer Tätigkeit in der Bürgerinitiative als Kommunalpolitikerin: Von 1986 bis 1991 war sie Mitglied im Kreistag von Lüchow-Dannenberg und im Samtgemeinderat Lüchow, 1991 bis 1996 war sie zugleich stellvertretende Bürgermeisterin von Lüchow. Zwischen 1996 und 2001 gehörte sie allen drei Kommunalkörperschaften an. Sie war 1984 Mitglied der 8. und 1989 der 9. Bundesversammlung zur Wahl des Bundespräsidenten.
Im Jahre 2000 brach sie mit den Grünen und verließ die Partei aus Protest gegen den „Atomkonsens“, den die rot-grüne Bundesregierung mit den Energieversorgern geschlossen hatte.
Überregional bekannt wurde Fritzen durch eine später als Wahlplakat der Grünen verbreitete Aufnahme des Fotografen Günter Zint, die sie 1979 vor einer Polizeikette zeigt, wie auch durch ihr Engagement im Zusammenhang mit der Gründung der Republik Freies Wendland und deren polizeilicher Räumung im Jahr 1980. Sie galt als „Großmutter der Bewegung“ und nannte sich die „älteste Demonstrantin Deutschlands“. Noch hochbetagt nahm sie an jeder Demonstration gegen die Castor-Transporte nach Gorleben teil.

## Ehrungen
- 2010 erhielt sie den Petra-Kelly-Preis der Heinrich-Böll-Stiftung.[4]

Eine Annahme des Bundesverdienstkreuzes lehnte sie ab.

## Erinnerung
Im Lüchower Ortsteil Kolborn ist ein Weg nach ihr benannt. Seit 2021 hat Lüchow einen Frauenort, der an sie erinnert.